# 小高えいぎ
小高 えいぎ（こだか えいぎ、10月30日 - ）は、日本の女優。本名非公開。東京都出身。

## 人物
日本語と英語と台湾語のマルチリンガル。アメリカ滞在中に女優デビューを果たす。帰国後、英語の舞台を中心に日本でも芸能活動を始める。

## 出演

### 映画
- Headcrusher (1999年)　- ヨリム 役
- Search (2003年)　- 扇動者 役
- Ouija Japan (2020年) 　- 吉原明代 役
- もうひとつのことば (2021年) 　- タカコ 役
- HAPPYEND (2024年) 　- 店長 役
- Bloat (2025年) 　- 看護師 役

### テレビドラマ
- Chicago (1999年)　- 看護師 役
- Amor Brujo (2000年)　- ケアワーカー 役
- What About Joan (2000年 - 2002年)
- Tokyo Vice Season2 (2024年)　- ティン・ティンの母 役

### 舞台
- 天国から来たチャンピオン (2015年)　- 大天使ジョーダン／ジュリア・ファンズワース 役（ダブルキャスト）
- SEVEN・セブン (2016年、参宮橋トランスミッション)　- ム・ソクア 役
- わが町 (2016年)　- ギブス夫人 役
- A Faerie Tale（プロムナードシアター 2017年、nakano f）　- 村人1、村人1.5 役
- ロンリーハート (2018年、絵空箱)　- レニー・マグラス 役

### CM
- Chicago Tribune
- Pete Stenberg Photography（スチール）
- International Academy for Design and Technology
- モスバーガー (2019年 スチール)
- AEON 英会話 (2020年)
- サントリー ボス『宇宙人ジョーンズ・夢の国』篇 (2021年)

### その他
- AMR臨床リファレンスセンター 【AMR (薬剤耐性) × ASMR】#2 彼女はなぜかいつもその話をする (2020年)
- 朗読劇 「心理試験」　明智小五郎 役ほか
- 朗読劇 「屋根裏の散歩者」　郷田三郎 役ほか